# Tails
Miles Prower (マイルス・パウアー Mairusu Pauā?), mer känd som sitt smeknamn Tails (テイルス Teirusu?), är en fiktiv karaktär i Segas spelserie Sonic the Hedgehog. Han är en av huvudfigurna vid sidan om Sonic, som också är hans bästa vän och adopterad lillebror. Tails förekommer även i sina egna spinoff-serier i serietidningar och animerade tv-serier.
Namnet "Miles Prower" är en ordvits med engelskans "miles per hour" (mil i timmen) och är en hänvisning till den karaktäristiska snabbheten hos Sonic the Hedgehog. Tails är en åtta år gammal räv med två svansar, därav smeknamnet "Tailes" från engelskans "tails" som betyder just svansar. Han är känd för att vara Sonics sidekick och bästa vän, liksom för sitt mekaniska kunnande. Han kan använda sina två svansar för att flyga upp i luften som en helikopter under en begränsad tid. Han gjorde sitt första framträdande den 16 oktober 1992 i och med utgivningen av 8-bitars-versionen av Sonic the Hedgehog 2. 16-bitars-utgåvan släpptes i november samma år.      
När han först introducerades i Sonic the Hedgehog 2 var Tails päls orange. Färgen ändrades till gul-orange till Sonic Adventure och senare till ljusgul till Sonic Heroes. 1993 och 1995 medverkade han i sina egna spel Tails and the Music till Sega Pico, samt Tails Adventure och Tails' Skypatrol till Sega Game Gear.

## Koncept och ursprung
Yasushi Yamaguchi, ursprungligen en av huvudutvecklarna och bandesignern hos företaget Sonic Team, designade Tails för en intern tävling för att utse en sidekick till den snabba igelkotten. Karaktären skulle ha en "djup beundran för Sonic." Hans bidrag vann men Sonic Team beslutade att ändra figurens namn från "Miles" till "Tails".      
Karaktären debuterade som Sonics medhjälpare i franchisens andra spel och har förblivit en viktig figur sedan dess. Tails specialförmåga implementerades inte förrän Sonic the Hedgehog 3 där spelaren hade möjligheten att styra hans flygegenskaper. AI:n kunde få Tails att flyga när han kommer utanför skärmen.

## Egenskaper
Tails porträtteras som en väldigt snäll, och ödmjuk räv, som, innan han mötte Sonic, ofta blev retad för sina två svansar. Som en gammal vän, beundrar han Sonic, och drömmer om att vara precis som honom. Trots att han saknar mod, vill han bevisa att han går att räkna med. Han älskar mintgodis, att knåpa med maskiner och flyga mekaniska fordon, men är rädd för åska.
Tails har beskrivits som ett geni när det kommer till mekanik. Hans kunskaper mäts mot Dr. Eggmans, men han har ännu inte insett sin fulla potential. Genom att snurra sina två svansar som rotorblad kan han dessutom förflytta sig själv genom luften, för att hinna ifatt Sonic. Han blir däremot snabbt trött när han befinner sig i luften och dalar då mot marken. Till skillnad mot Sonic har Tails förmågan att simma. Liksom sin förebild kan han förvandlas till Super Tails, dock kräver detta "Super Emeralds". Detta skedde först i vad som såg ut att vara ett enskilt framträdande i Sonic 3 & Knuckles, men upprepades senare i Sonic Heroes där han tillsammans med de andra "Team Sonic"-medlemmarna Sonic och Knuckles the Echidna också förvandlas till sina respektive 'Super'-former.

## Framträdanden

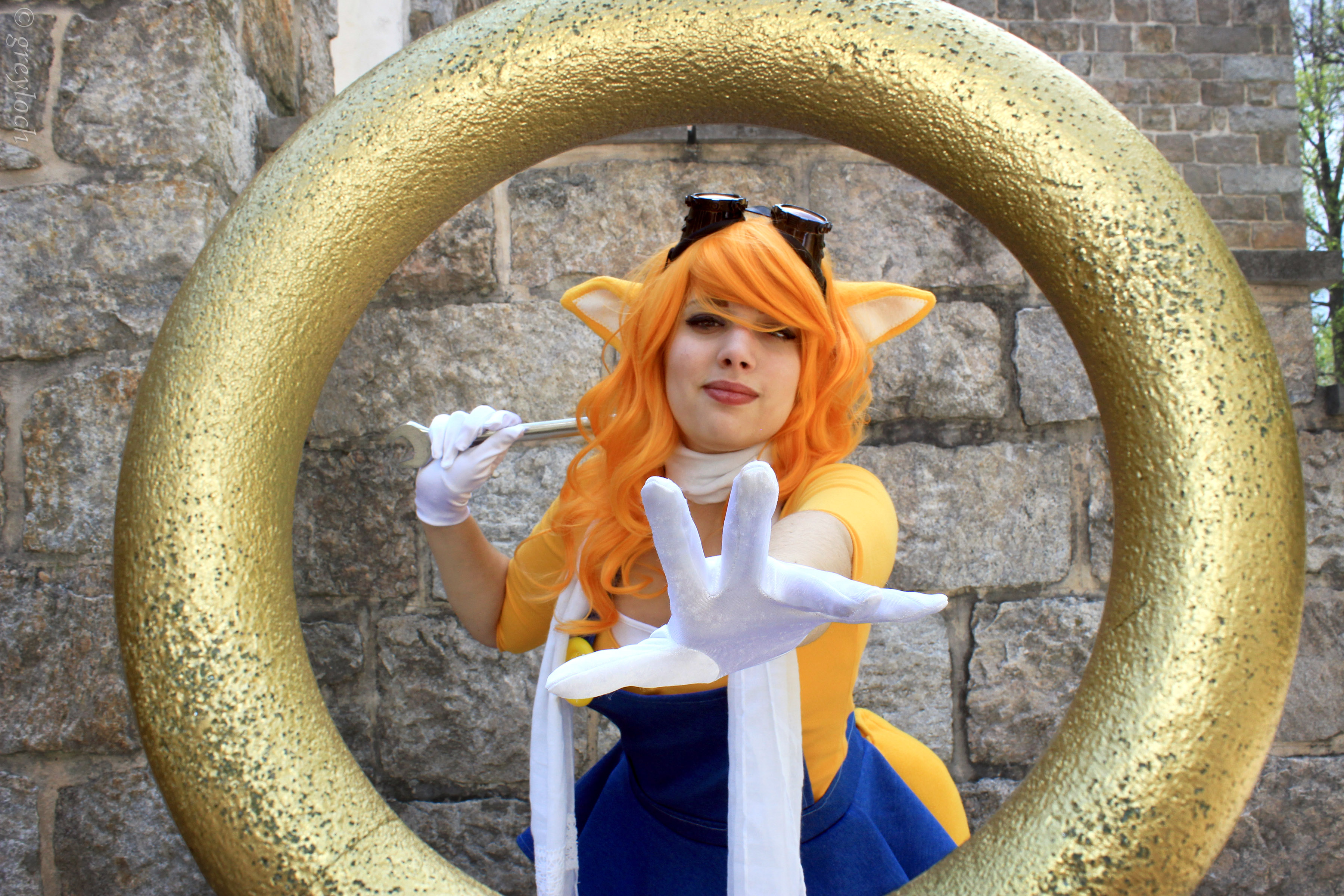
Person utklädd till Tails.

Tails introducerades i 8-bits-versionen av Sonic the Hedgehog 2 från 1992 till Sega Master System innan han gjordes spelbar i Mega Drive-utgåvan av samma spel, där han spelade rollen som Sonics kompanjon. Han var en spelbar karaktär via den andra spelkontrollen och kunde väljas som första alternativ i det huvudsakliga spelet. Sonic Chaos från 1993 till Game Gear och Master System var det andra spelet där spelaren kunde styra Tails och första tillfället då spelaren kunde kontrollera hans flygförmåga.    
Tails gjorde sitt tredje större framträdande i Sonic the Hedgehog 3 från 1994, där han kunde plocka upp Sonic och använda sina svansar till att lyfta honom till andra ytor genom att flyga som en helikopter. Han fick också förmågan att simma under vatten, något som Sonic aldrig kunnat göra. 
Tails har också medverkat i spel utan Sonic, som Tails' Skypatrol till Game Gear som släpptes exklusivt i Japan. Det följdes upp av Tails Adventure senare samma år som innehåller rollspelselement. Tails har också huvudrollen i Tails and the Music Maker till Pico.    
I senare spel har Tails haft roller som kräver särskilt spellägen, däribland Sonic Adventure där han förekommer som en av de sex spelbara figurerna. Hans del i spelet kretsar kring vanliga plattformsnivåer, men målet med varje nivå är att komma över "Chaos Emerald" (sv. Kaos-Smaragden) innan Sonic, eller att tävla mot Eggman i den slutliga matchen. I Sonic Adventure 2 finns han med i tredjepersonsskjutar-segment när han sitter i sin maskin.
Tails förekommer också antingen som en spelbar karaktär eller i en biroll i många senare Sonic-spel. Han iträder ofta rollen där han flyger runt med andra figurer, som i Sonic Heroes där Tails ingår i "Team Sonic" som lagets flyg-karaktär och har förmågan att bära både Sonic och Knuckles the Echidna. Tails medverkar också som en 'amigo'-karaktär i Sonic the Hedgehog från 2006.  
Utöver framträdanden i spel har Tails dykt upp i fyra animerade tv-serier: Adventures of Sonic the Hedgehog, Sonic the Hedgehog, Sonic X och Sonic Boom, samt i flera serietidningar och i en långfilm.   

## Mottagande och eftermäle
Mottagandet av Tails har generellt varit positivt. Figuren tilldelades 1992 priset "Best New Character" av den amerikanska speltidskriften Electronic Gaming Monthly, som sade att "inte bara är han lika söt som Sonic, utan han spelar faktiskt en stor roll i spelet." Lucas M. Thompson på IGN listade Tails som en av de Sonic the Hedgehog-karaktärer som borde vara med i Super Smash Bros. Brawl, och refererade till hans betydelse i serier och hans egenskaper. Levi Buchanan, också på IGN sade att fansens respons till Tails introduktion var positiv, vilket ledde till ytterligare debutanter, så som Knuckles. Till skillnad mot de flesta Sonic-karaktärer har Tails fått ihållande positiva reaktioner från Sonic-fansen genom åren.
Tails är ihågkommen för symbolen av sidekicks och tvåspelarupplägg på 1990-talet, och för att ha hjälpt Sonic 2 att bli det näst bäst säljande spelet till Mega Drive genom att ha möjliggjort för en andra spelare att ansluta sig till spelet. Han har förekommit på flera listor över "Top Sidekicks". Screwattack rankade honom som den bästa sidekicken i spelvärlden. Screwattacks webbserie Death Battle ansåg att han skulle vinna i en strid mot Marios sidekick Luigi på grund av förmåga att flyga och hans extremt höga IQ. Maximum PC placerade honom som på plats tre över bästa sidekickar, Whatculture rankade honom tia av 20 över bästa sidekickar, Machinima.com listade honom på femte plats, och Maxim gav honom en åttonde plats över de mest underskattade sidekickarna. Dorkly listade honom som spevärldens bästa sidekick. Mashable rankade honom som den sjätte bästa och nämnde att Tails "på det stora hela förkroppsligar definitionen av 'sidekick'". Sonic och Tails var tillsammans rankade på en nionde plats på IGN:s lista bästa spelduo. Morgan Sleeper på Nintendolife kallade Tails "en av Segas mest älskade maskotar".
Buchanan på IGN uttryckte dock att när Sega lade märke till Tails, och senare Knuckles, popularitet, så "fortsatte (de) bara fylla på med nya ansikten och namn i spelet, och drog uppmärksamhet bort från deras hjälte." Gamedaily rankade den "irriterande sidekicken" på deras top 25 lista över arketyper i spel, och gav Tails som ett exempel på detta. Cracked placerade honom i Sonic 2 som den 14:e mest irriterande spelkaraktären i övrigt mycket bra spel, och sade att hans ambition vägde betydligt tyngre än hans förmågor. Gamesradar placerade honom överst på deras lista över söta karaktärer de ville klå upp, och uttryckte att samtidigt som han började som intressant, ledde han till skapandet av andra karaktärer som "ströp livet ur franchisen." De beskrev honom som en som "vet allt" i senare spel, vilket var anledningen till att de ogillade honom så mycket. Official Nintendo Magazine listade honom som den näst bästa Sonic-karaktären.